# Distrito de Kume
Kume (久米郡; -gun) é um distrito localizado na Província de Okayama, no Japão.
Em 2003 a população do distrito era estimada em 30 640 habitantes e a densidade populacional era de 79,56 habitantes por km². A área total é de 385,14 km².

## Cidades e vilas
- Asahi
- Chuo
- Kume
- Kumenan
- Yanahara